# Midori (браузер)
Midori (яп. 緑 мидори, «зелёный») — легковесный браузер с графическим интерфейсом пользователя, использующий для отображения веб-страниц движок WebKit, а для построения интерфейса — библиотеку GTK+. Существует сборка для Win32, доступная на официальном сайте.
Текущие возможности включают вкладочный интерфейс, закладки и настраиваемый поиск. Браузер поддерживает JavaScript.

## Возможности
- Полная интеграция с GTK+ 2, поддержка GTK+ 3 на стадии беты[4].
- Быстрая обработка веб-страниц с помощью WebKit.
- Управление вкладками, окнами и сеансами.
- Поддержка расширений Netscape.
- Настраиваемый поиск по веб.
- Поддержка пользовательских скриптов и стилей.
- Простое управление закладками.
- Настраиваемый и расширяемый интерфейс.
- Встроенный AdBlock.
- Модули расширения могут быть написаны на Си, Lua и Vala[3].

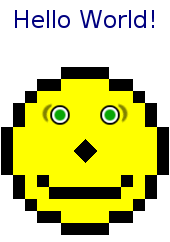
Midori проходит Acid2
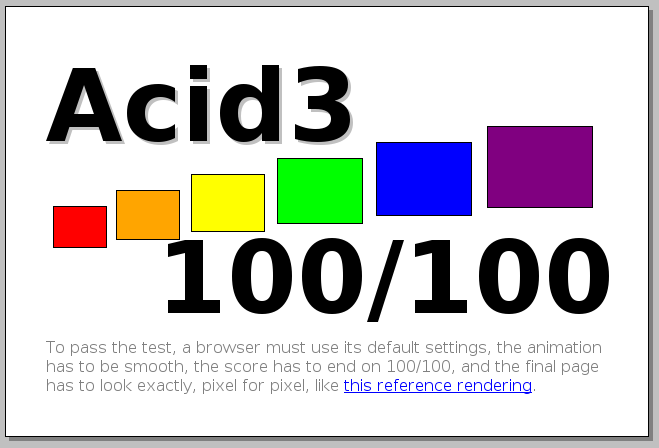
Midori также проходит Acid3

Новые возможности:
- Изменение увеличения текста и изображения.
- Графическое добавление и удаление значков с панели инструментов.
- Панель плагинов.
- Боковая панель может быть перенесена направо.
- Поддерживаются IDN.
- Жесты мышью.
- Интеграция с Maemo, если установлен на мобильном устройстве.
- Поиск слова по мере набора.
- Включение/выключение расширений без перезапуска браузера.
- Speed Dial.
- Панель новостных лент.

## Применение
Используется как браузер для умных устройств, подключённых к сети, вроде телевизоров.